# Digitipes reichardti
Digitipes reichardti är en mångfotingart som först beskrevs av Kraepelin 1903.  Digitipes reichardti ingår i släktet Digitipes och familjen Scolopendridae. Inga underarter finns listade i Catalogue of Life.